# Râul Motiș
Râul Motiș este un curs de apă, afluent al râului Vorumloc. 

## Hărți
- Harta județului Sibiu